# 1372
1372 (MCCCLXXII) je bilo prestopno leto, ki se je po julijanskem koledarju začelo na četrtek.

## Dogodki
- 30. september - Karel IV. Luksemburški podeli Celjskim grofom naziv državnih grofov

Neznan datum
- Ču Juančang prečka Gobi, premaga Mongole in postane Hung Vi, prvi cesar dinastije Ming

## Rojstva
Neznan datum
- Helena (Jelena) Dragaš, bizantinska cesarica  († 1450)
- Elizabeta Granovska, poljska kraljica in litovska velika kneginja († 1420)

## Smrti
- 19. marec - Ivan II. Paleolog, markiz Montferrata (* 1321)

Neznan datum
- Shi Naian, kitajski pisatelj (* 1296)
- Tonna, japonski pesnik (* 1289)